# خورخه هراندو
خورخه هراندو (انگلیسی: Jorge Herrando؛ زادهٔ ۲۸ فوریهٔ ۲۰۰۱) بازیکن فوتبال اهل اسپانیا است که برای اوساسونا در پست مدافع میانی بازی می‌کند.
وی همچنین در تیم ملی فوتبال زیر ۱۸ سال اسپانیا بازی کرده‌است.